# Lil Wayne
Двејн Мајкл Картер Млађи (енгл. Dwayne Michael Carter, Jr., 27. септембар 1982), познатији под псеудонимом Лил Вејн (енгл. Lil Wayne), амерички је репер, глумац и певач. Када је имао девет година, придружио се издавачкој кући Cash Money Records као најмлађи члан. Године 1996. Вејн се придружио групи заједно са реперима Џувенајл, Би-Џијем и Јанг Терком. Године 1999. издао је дебитански албум , који је продат у око милион примерака.

## Дискографија

### Студијски албуми
- Tha Block Is Hot (1999)
- Lights Out (2000)
- 500 Degreez (2002)
- Tha Carter (2004)
- Tha Carter II (2005)
- Tha Carter III (2008)
- Rebirth (2010)
- I Am Not a Human Being (2010)
- Tha Carter IV (2011)
- I Am Not a Human Being II (2013)
- Free Weezy Album (2015)
- Tha Carter V (2018)
- Welcome to the Concrete Jungle (2019)
- No Ceilings (2020)
- Sorry 4 Tha Wait (2022)
- Tha Fix Before Tha VI (2023)
- Welcome 2 Collegrove (2023)